# Vestibulär evozierte myogene Potentiale
Vestibulär Evozierte Myogene Potentiale (VEMP; engl.: Vestibular Evoked Myogenic Potentials) sind durch einen Reflex des vestibulären Systems auf Vibrations- oder akustische Reize der Gleichgewichtsorgane hervorgerufene Potentialunterschiede, die an Muskeln abgeleitet werden können. Sie dienen vor allem der selektiven und seitenspezifischen Funktionsbestimmung des Sacculus („Säckchen“), eines der Gleichgewichtsorgane.

Lagebeziehungen von Außenohr, Mittelohr und Innenohr beim Menschen – im Innenohr liegen Organe des Gleichgewichtssinnes im vestibulären Teil, daneben das Sinnesorgan des Gehörs in der Cochlea

## Geschichte
Die erste Beschreibung der VEMP aus dem Jahre 1992 stammt von den australischen Forschern Colebatch und Halmagyi. Sie konnten bei Menschen durch Reizung von Sinnesorganen des vestibulären Systems evozierte Potentiale im Elektromyogramm (EMG) von Halsmuskeln darstellen und zuordnen.
Über ein Jahrzehnt später stellte ein anderes Forscherteam 2004 erstmals auch myogene Ableitungen von äußeren Augenmuskeln bei überschwelliger akustischer Stimulation vor. Diese okulären VEMP (oVEMP) gelten als eine weitere reflektorisch induzierte Untersuchungsmethode der Otolithenorgane.

## Grundlagen

Schema des häutigen Labyrinths im Innenohr, rechts der cochleare Teil

Zur Messung von VEMP werden Reize unterschiedlichen Typs gesetzt, die über Luft oder Knochen geleitet das Innenohr stimulieren, indem sie Schwingungen seines häutigen Labyrinths verursachen. Dadurch werden an verschiedenen Stellen des schlauchartigen Gebildes liegende Sinneszellen angesprochen sowie die ihnen zugeordneten Nervenzellen erregt. Dies sind bei bestimmten Stimuli neben solchen des Gehörsinnes – im Corti-Organ der Hörschnecke (Cochlea) – auch welche des Gleichgewichtssinnes – weniger in den Bogengangsorganen als in den Makulaorganen des vestibulären Anteils.

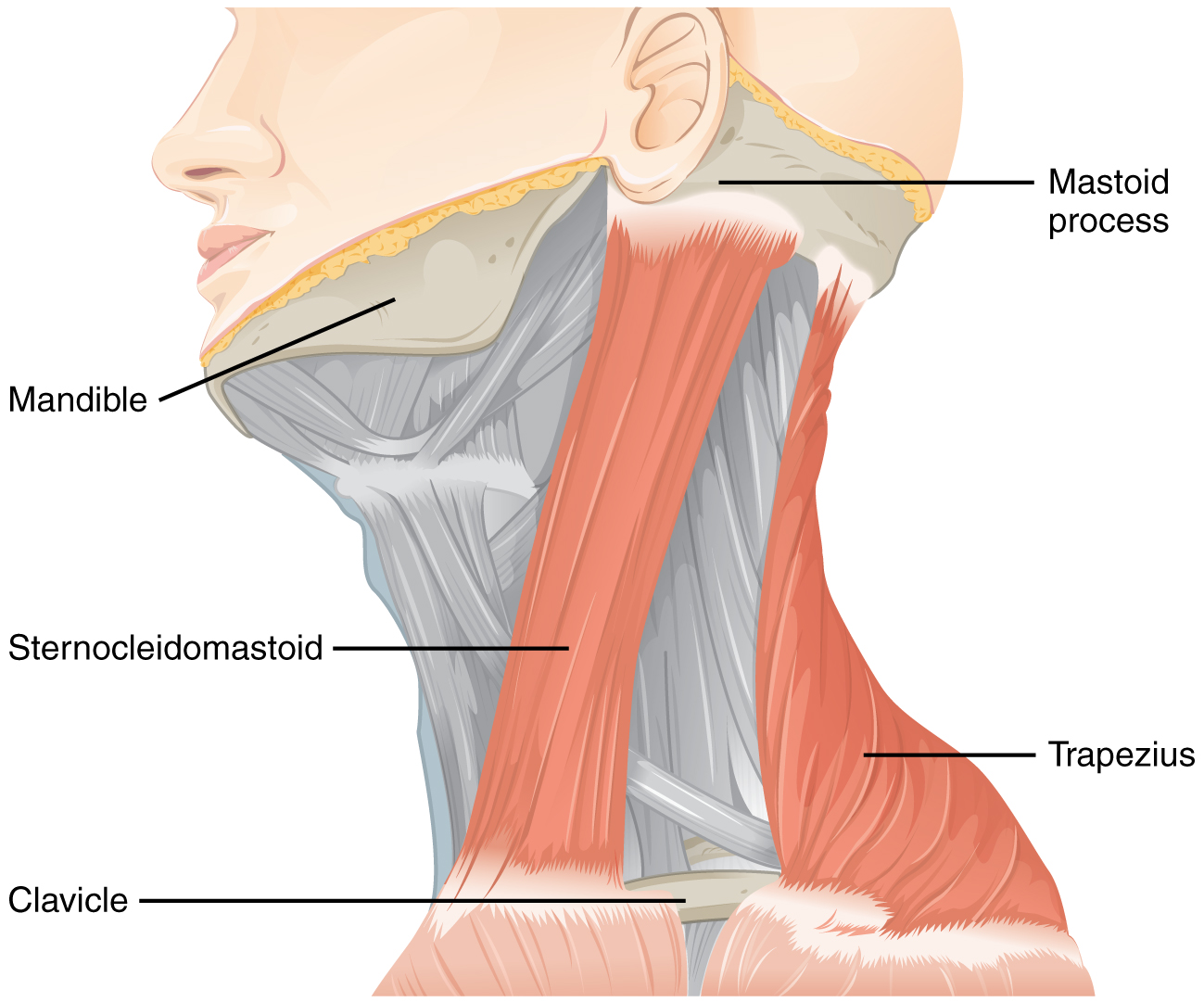
Als wichtiger Halsmuskel ist der Musculus sternocleidomastoideus in vestibulospinale Halte- und Stellreflexe von Kopf auf Körper eingebunden

Die Signale von Sacculus und Utriculus einer Seite werden über den unteren Vestibularnerventeil zu den gleichseitigen Vestibulariskernen im Hirnstamm geleitet und hier umgeschaltet auf andere Neuronen des vestibulären Systems. Diese verbinden über verschiedene Bahnen mit anderen Regionen im Gehirn und im Rückenmark.
Über absteigende Bahnen werden unter anderem im Halsmark motorische Neuronen der Hals- und Nackenmuskeln erreicht und für Halte- und Stellreflexe eingebunden, die Lageveränderungen des Kopfes mit tonischer oder phasischer Muskelaktivität beantworten. So kann durch Reize im Labyrinth eine reflektorische Antwort der Halsmuskulatur ausgelöst werden, die an den oberflächennah liegenden Muskeln elektromyographisch messbar ist. Die typische Reizantwort zeigt zwei Potentialkomplexe, einen „vestibulären Komplex“ bei 13 und 23 ms, der vom Sacculus ausgeht, und einen „cochlearen Komplex“ bei 34 und 44 ms.

Bei Veränderungen der Kopfhaltung sorgt ein vestibulookulärer Reflex für kompensierende Augenbewegungen

Über aufsteigende Bahnen werden unter anderem im Pons und im Mittelhirn motorische Neuronen der äußeren Augenmuskeln erreicht und für vestibulookuläre Reflexe eingebunden, die Veränderungen der Kopfhaltung und auch rasche Kopfbewegungen mit kompensierenden Augenbewegungen beantworten. Daher kann durch Reize im Labyrinth, bei Drehbewegungen des Kopfes vornehmlich der Bogengangsorgane, eine reflektorische Antwort der im Blickspiel zusammenwirkenden Augenmuskeln ausgelöst werden. Da aber die Maculaorgane kaum auf Winkelbeschleunigungen, sondern vielmehr auf lineare Beschleunigungen (wie die Fallbeschleunigung) ansprechen, müssen zu ihrer Überprüfung Reize gesetzt werden, die denen von Translationsbewegungen (wie aufwärts und abwärts) des Kopfes entsprechen. Unter diesen Umständen können an den entsprechenden Augenmuskeln im EMG Verläufe abgeleitet werden, die ebenfalls vestibulär evozierte Potentiale darstellen.

## Methodik
Grundlage der Methodik von VEMP ist die Sensitivität bestimmter Sinneszellen (parastriolärer Typ 1-Zellen) des Sacculus und Utriculus auch auf intensive, z. T. überschwellige akustische Reize. In der klinischen Praxis haben sich Ableitungen von zervikalen Muskeln (cVEMP) wie dem Musculus sternocleidomastoideus für den sogenannten sakkulo-kollischen Reflex und von äußeren Augenmuskeln (oVEMP) wie dem Musculus rectus superior und dem Musculus obliquus superior für den sogenannten utrikulo-okulären Reflex mittels Oberflächen-Elektromyografie (EMG) durchgesetzt. Die Messungen gelten einer biphasischen Muskelpotentialschwankung inhibitorischer – initial positives Potenzial nach 13 ms (p13), dann sekundär negatives Potenzial nach 23 ms (n23) für cVEMP – und exzitatorischer Reize – initial negatives Potenzial nach 10 ms (n10), dann positives Potenzial nach 15 ms (p15) für oVEMP – bei tonischer Muskelvorspannung.

## Stimulation
In der täglichen Praxis ist gegenwärtig die Luftleitungsstimulation (air conducted sound stimulation, AC oder ACS) bei zervikalen und okulären Ableitungen realisiert. Sie werden mit Verwendung überschwelliger Stimuluspegel (100 dB nHL) bei einer Stimulusfrequenz von 500 und 1000 Hz mit einem sinusoidalen Burst-Signal (ca. 4–7 ms dauernder tone burst) durchgeführt. Bei Knochenleitungsstimuli (bone conducted vibration, BC oder BCV) mit Knochenleitungshörern sowie transmastoidal applizierten Beschleunigungsreizen mit einem Mini-Shaker sind Stimulusfrequenzen von ca. 100–4000 Hz effektiv. Im internationalen Schrifttum ist man sich einig, dass AC-stimulierte cVEMP bei Rezeptorfunktionsstörungen die Sacculusfunktion widerspiegeln. AC- und BC-stimulierte oVEMP gelten als ein Indikator für die Utriculusfunktion, werden jedoch noch kontrovers diskutiert.
Trotz des unphysiologischen Reizes der VEMP lässt sich unter Anwendung unterschiedlicher Stimuli (ACS, BCV), verschiedener Stimulationsorte (Fz, Cz, Mastoid), sowie variierender Reizintensität (Lautstärken ca. 60–130 dB nHL) bei Stimulusfrequenzen von ca. 100–4000 Hz eine Analyse der Otolithenfunktion unter dynamischen Aspekten durchführen.

## Diagnostische Wertigkeit
Okuläre und cervikale VEMP werden gegenwärtig zur Diagnostik verschiedener Erkrankungen des Gleichgewichtsorgans herangezogen. Damit kann unter anderem eine Beteiligung des Sacculus beim Morbus Menière nachgewiesen werden. Auch zur genauen Bestimmung des Ausmaßes einer Nervenentzündung (Neuritis) des Gleichgewichtsnerven (Nervus vestibularis) werden VEMP untersucht. Anhand der cVEMP- und oVEMP-Befunde lässt sich ermitteln, ob der obere und/oder der untere Anteil des Gleichgewichtsnerven bei einer peripheren Vestibulopathie in die Schädigung einbezogen ist.
In der Neurootologie stellt diese Untersuchungsmethode im Rahmen der Gleichgewichtsfunktionsprüfung (Äquilibriometrie) ein ergänzendes Verfahren dar. Klinisch wird es zur Abklärung verschiedener Fragestellungen – der Fachgebiete Neurologie, Otologie und Ophthalmologie – eingesetzt, insbesondere für die objektivierbare seitengetrennte Funktionsprüfung der beiden Maculae sacculi bzw. der an den Reflexbögen beteiligten Strukturen des Hirnstamms.